# 14 décembre 1941
Le dimanche 14 décembre 1941 est le 348e jour de l'année 1941.

## Naissances
- Bernardo Sepúlveda Amor, diplomate et juriste mexicain
- Ellen Willis (mort le 9 novembre 2006), journaliste et critique musicale américaine
- Ed Chynoweth (mort le 22 avril 2008), personnalité importante du Hockey sur glace canadien
- Gilbert Gress, footballeur et entraîneur franco-suisse
- Humberto Solás (mort le 17 septembre 2008), réalisateur, scénariste et producteur du cinéma cubain
- Iván Menczel (mort le 26 novembre 2011), footballeur hongrois
- Lo Hoi-pang, acteur et chanteur hongkongais de nationalité canadienne
- Manuel Jiménez Rodríguez, footballeur espagnol
- Melvin Williams (mort le 3 décembre 2015), acteur américain
- Patrick Experton, aviateur français
- Praiwan Lookphet (mort le 17 octobre 2002), chanteur thaïlandais

## Décès
- Albert Hauet (né le 5 août 1867), personnalité politique française
- Jessie Pope (né le 18 mars 1868), poétesse anglaise

## Autres événements
- Lancement de l'Unterseeboot 757
- Début de la bataille de Gazala (Libye) ; les Polonais de la Brigade autonome des chasseurs des Carpates y participent.
- Cent otages fusillés par les Allemands à Paris.